# Aix-Noulette
Aix-Noulette é uma comuna no departamento de Pas-de-Calais, norte da França.

## Geografia
Aix-Noulette é uma comuna agrícola e com poucas indústrias situada cerca de 8 km a oeste de Lens, na junção das rodovias D937 e D165.

## População
| 2637                                                             | 2660 | 3358 | 3093 | 3661 | 3836 | 3736 |
| Contagem do censo iniciada em 1962: População sem dupla contagem |      |      |      |      |      |      |

## Locais de interesse
- A igreja de São Germano, datando do século XVI.
- As ruínas do motte de um antigo castelo medieval.
- Três cemitérios da Commonwealth War Graves Commission.